# Antygen D
Antygen D – antygen Rh (rhesus) obecny w krwinkach czerwonych u 85% ludzi, których grupa krwi, w związku z tym, jest Rh dodatnia. Antygen ten jest dziedziczony jako cecha autosomalna dominująca. Oznaczenie czynnika jest bardzo ważne w przypadku transfuzji krwi (zgodność czynnika Rh dawcy i biorcy jest konieczna dla przetoczenia krwi, gdyż w razie niezgodności dochodzi do bardzo ciężkich powikłań). 